# Junnosuke Yoshiyuki
 (août 2016).
Si vous disposez d'ouvrages ou d'articles de référence ou si vous connaissez des sites web de qualité traitant du thème abordé ici, merci de compléter l'article en donnant les références utiles à sa vérifiabilité et en les liant à la section « Notes et références ».
Junnosuke Yoshiyuki, né à Okayama le 13 avril 1924 et mort le 26 juillet 1994 à Tokyo, est un écrivain japonais. 

## Biographie
Junnosuke Yoshiyuki est le fils d’un poète, Eisuke Yoshiyuki, et d’une coiffeuse, Aguri. Il grandit à Tokyo à partir de 1926 parce que sa famille s’y est installée. En 1940, il est atteint de typhus et isolé dans un pavillon de contagieux quand son père décède.
En 1944, il est appelé sous les drapeaux, mais n'y reste que trois jours car on lui diagnostique de l’asthme. Bien qu’on le rappelle l’année suivante et qu’il n’ait pas été réformé, il ne fit pas la guerre.
En 1945, il s’inscrit en littérature anglaise à l’université de Tokyo, mais il n’assiste pas beaucoup aux cours. Il travaille surtout dans une société d’édition[Laquelle ?] et finalement, il est renvoyé de l’université parce qu’il n’a pas payé les frais de scolarité. En 1947, il devient officiellement rédacteur dans cette société et participe à la rédaction de quelques magazines. Tandis qu’il est très occupé par son travail, il publie ses œuvres dans plusieurs revues d’amateurs de littérature. En 1952, son œuvre La Ville aux couleurs fondamentales (Genshoku no Machi) est nommée pour le Prix Akutagawa pour la première fois, mais il ne l’obtient pas. Cette année-là, il est en congé pour raison de santé (il a la tuberculose), et en 1953, il démissionne.
L’Averse (Shu-u) reçoit le Prix Akutagawa en 1954. Il n’a pas les moyens financiers pour aller en cure après son opération. Par conséquent il décide de devenir écrivain professionnel en profitant de son prix.
À la fin de sa vie, il continue d'écrire en affrontant plusieurs maladies. Les plantes sur le sable (Suna no ue no Shokubutugun), La chambre noire (Anshitsu), Jusqu'au soir (Yugure made) sont des longs romans de style Watakushi shōsetsu. L'homme et la fille (Otoko to Onnanoko), Dans les flammes (Hono no naka), La sortie - la vue de la ruine (Deguchi – Haikyo no Nagame) sont des nouvelles. Le contenu du sac (Kaban no nakami) extrait de Le Goût étrange (Kimyo na Aji) est un court roman. Il a écrit aussi des œuvres de divertissements comme Au bord de Suresure, Don Juan imité (Nise Don Juan), Nezumikozo Jirokichi.
Les essais spirituels sont aussi populaires comme La suggestion de la légèreté (Keihaku no Susume). Il avait une rubrique dans un magazine pendant longtemps, et il est connu comme bon interviewer. Des entrevues sont réunies dans L'entrevue légère (Keihaku Taidan) et L'entrevue de l'horreur (Kyohu Taidan). Il traduit Amours sans importance (Ai to Warai no Yoru) d'Henry Miller en japonais et une œuvre d'époque Edo en japonais moderne.
Quand il était jeune, il s'est marié avec Humie et a eu une fille. Ils habitaient séparément, mais ils n'ont jamais divorcé. Dix ans après son mariage, il a rencontré une actrice, Mariko Miyagi, avec qui il se mit en ménage. Une femme écrivain, Eiko Otsuka, a écrit Dans la chambre noire, le trou où nous nous sommes cachés (Anshitsu no Naka de, Yoshiyuki Junnosuke to Watashi ga Kakureta hukai Ana,) Katsumi Takayama L'autre spécial (Tokubetu na Tanin,) Mariko Miyagi De Junnosuke (Junnosuke san no koto,) et Humie Yoshiyuki, sa femme, a écrit  le dos de Junnosuke (Junnosuke no Senaka.)[pas clair]

## Liste des œuvres traduites en français
- 1954 et 1956 : L'Averse (驟雨), suivi de La Ville aux couleurs fondamentales (原色の街), nouvelles traduites par Pierre Devaux, Editions Philippe Picquier, 1995 ; Picquier poche, 1998 (prix Akutagawa pour L'Averse).
- 1964 : Les Hortensias (Ajisai), dans Les Paons La Grenouille Le Moine-Cigale et dix autres récits (Tome 3 - 1955-1970), nouvelle traduite par Cécile Sakai, Editions Philippe Picquier, 1988 (réédition 1991) ; Anthologie de nouvelles japonaises (Tome III - 1955-1970) - Les Paons La Grenouille Le Moine-Cigale, nouvelle traduite par Cécile Sakai, Picquier poche, 1998.
- 1965 : Un imprévisible événement (不意の出来事), dans Anthologie de nouvelles japonaises contemporaines (tome I), nouvelle traduite par Cécile Sakai, Gallimard, 1986.
- 1970 : La Chambre noire (暗室), roman traduit par Yuko Brunet et Sylvie H. Brunet, Editions Philippe Picquier, 1990 ; Picquier poche, 1995 (prix Tanizaki).
- 1977 : La Barque du lit (寝台の舟), dans Le Désir - Anthologie de nouvelles japonaises contemporaines Tome 2, nouvelle traduite par Pascale Simon, Éditions du Rocher, 2007.
- 1978 : Jusqu'au soir (夕暮まで), roman traduit par Silvain Chupin, Éditions du Rocher (Collection "Série japonaise"), 2006 (prix Noma).
- ? : A table (Shokutaku no kôkei), dans Cahiers du Japon n° spécial 1985 (La Littérature dans le Japon d'après-guerre - p. 41-44), Editions Sully, 1985.